# Alrai Ab
Tadmor, noto anche come Alrai b e γ Cephei b, è un pianeta extrasolare che orbita attorno alla stella subgigante arancione Alrai A ogni due anni.

## Denominazione
I pianeti extrasolari vengono solitamente designati estendendo con una lettera latina minuscola la denominazione della stella cui orbitano attorno. Al primo pianeta scoperto viene assegnata la lettera "b". Tadmor in quanto primo, e al 2020 unico, pianeta scoperto attorno alla primaria del sistema di Alrai, è designato ufficialmente come Alrai b o Errai b. Adottando la nomenclatura di Bayer per la stella, il pianeta viene indicato come γ Cephei b; utilizzando invece per la stella la desegnazione con la quale essa è presente nel catalogo Henry Draper, il pianeta viene indicato come HD 222404 b.
Con l'intenzione di avvicinare gli appassionati di astronomia allo studio dei pianeti extrasolare, l'Unione Astronomica Internazionale ha indetto nel luglio del 2014 il concorso pubblico NameExoWorlds per assegnare dei nomi propri ad alcuni esopianeti ed alle loro stelle. La procedura ha previsto che partecipanti appartenenti ad associazioni astronomiche potessero proporre delle denominazioni, che successivamente sono state sottoposte a votazione aperta a chiunque volesse partecipare. Esito di tale processo è stata l'assegnazione del nome Tadmor al pianeta in orbita attorno ad Arrai. Tadmor è l'antico nome in lingua semitica, mantenuto in arabo, della città di Palmira. La proposta è stata avanzata dall'associazione astronomica siriana.

## Scoperta
Nel 1988 fu identificato da un team Canadese, costituito da Bruce Campbell, Gordon Walker e Stephenson Yang, un pianeta in orbita attorno ad Alrai A e la sua scoperta fu annunciata l'anno seguente da Anthony Lawton e P. Wright. Tale scoperta fu la prima, confermata, di un pianeta al di fuori del Sistema solare e fu dedotta a partire dalle misurazioni sulla velocità radiale della stella, tecnica utilizzata in seguito con molto successo. La qualità delle misurazioni non fu tuttavia abbastanza buona da costituire una base solida per la scoperta; di conseguenza essa fu ritrattata nel 1992. Il 24 settembre 2002 le misurazioni furono però nuovamente ripetute e stavolta i dati confermarono solidamente l'esistenza dell'esopianeta; un team, composto da vari astronomi (tra cui William D. Cochran, Artie P. Hatzes et al.) del Planetary Systems and their Formation Workshop, annunciò la conferma preliminare dell'esistenza di un pianeta a lungo periodo.

## Orbita e massa
Il pianeta, con una massa minima di 1,59 volte quella di Giove, orbita attorno alla stella secondo una traiettoria molto eccentrica. La sua distanza dalla stella madre varia tra 1,81 e 2,28 UA (di media 2,044 UA), una distanza paragonabile all'orbita di Marte nel Sistema solare. Essa viene compiuta in 2,47 anni terrestri.
Studi effettuati con i dati di Hipparcos del 2006 fissano il limite superiore della massa dell'oggetto pari a 16,9 MJ, con un'attendibilità del 99,73%; se fosse vicina a questo limite massimo la sua natura sarebbe più simile a quella di una nana bruna piuttosto che a quella di un pianeta.